# Levistick

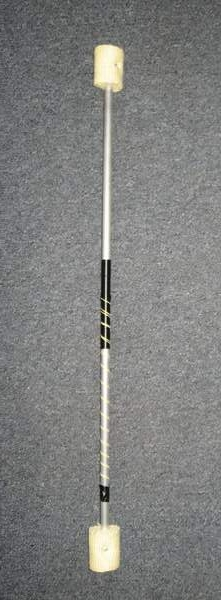
Levistick ogniowy

Levistick (lewitujący kijek) - sprzęt kuglarski, którego manipulacja polega na utrzymywaniu kijka w stałej, pionowej pozycji.
Około 50 centymetrowy kijek wykonany jest z drewna, papieru lub tworzywa sztucznego (do pokazów dziennych) lub z metalu (do wykorzystania z ogniem). Zawieszony jest na niewidocznej lince lub żyłce umocowanej w połowie długości.
Levisticki ogniowe na swoich końcach posiadają zamocowany kevlar, a linką jest nić kevlarowa. Pozostałe, najczęściej są fantazyjnie obklejone kolorowymi taśmami.
Jest dodatkiem do tańca; używa się zarówno jednego kijka jak i dwóch jednocześnie.